# 咖哩麵

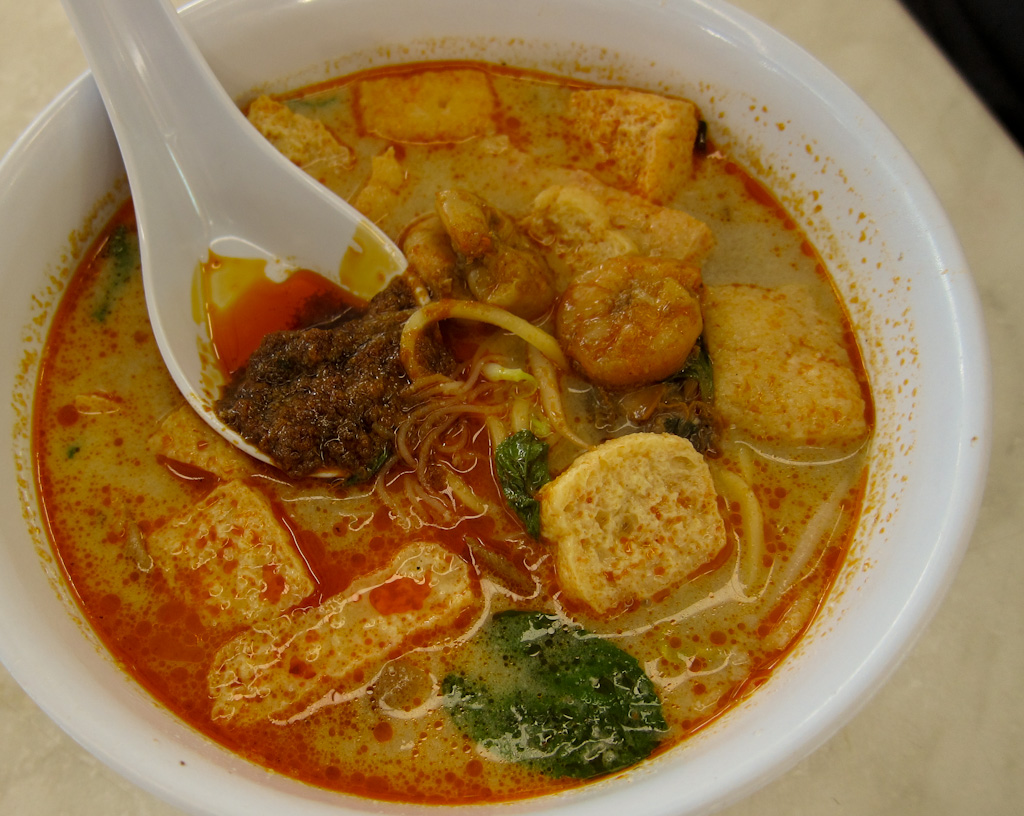
咖哩麵

咖哩麵（Curry Mee），是一道混合了馬來人、華人等不同文化的麵食料理。馬來半島上有許多不同的族群，加上地理分隔，造成不同族群及不同地方的咖哩麵都會有所不同，但基本原料相同。
咖哩麵最大特色是使用加了椰漿的咖哩湯頭，味道較為濃郁。咖哩麵在馬來西亞是一道常見的麵食料理，在大部分的路邊攤、茶餐室、美食中心等都可見其踪影。檳城的咖哩麵曾經被赫芬頓郵報評選為「死前必嘗的世界十大美食」之一。

## 各地不同的稱呼與吃法
在南馬和新加坡一帶，通常將咖哩麵稱作叻沙（Laksa）或咖哩叻沙（Curry Laksa），在北馬和中馬一帶，尤其是華人社區，多稱作咖哩麵（Curry Mee）。
咖哩麵的配料多為雞肉絲、豆芽、血蚶、蝦仁、豆腐卜等，在華人社區的咖哩叻沙會加入豬血、豬皮、燒肉、叉燒等。
在麵條方面，一般多使用米粉和油麵，另外店家也會提供河粉、伊麵、竹昇麵或老鼠粉給顧客選擇。在食用時會搭配參巴辣椒醬（Sambal），先蘸點參巴辣椒醬在麵條上才送入口中。
在檳城一帶則有白咖哩麵，特色是湯底不加咖哩粉，僅加入椰漿，使其呈奶白色，餐桌上則放置一大碗的參巴辣椒醬，顧客依自己想吃的辣度及味道，酌量在湯麵中加上參巴辣椒醬。

## 分類

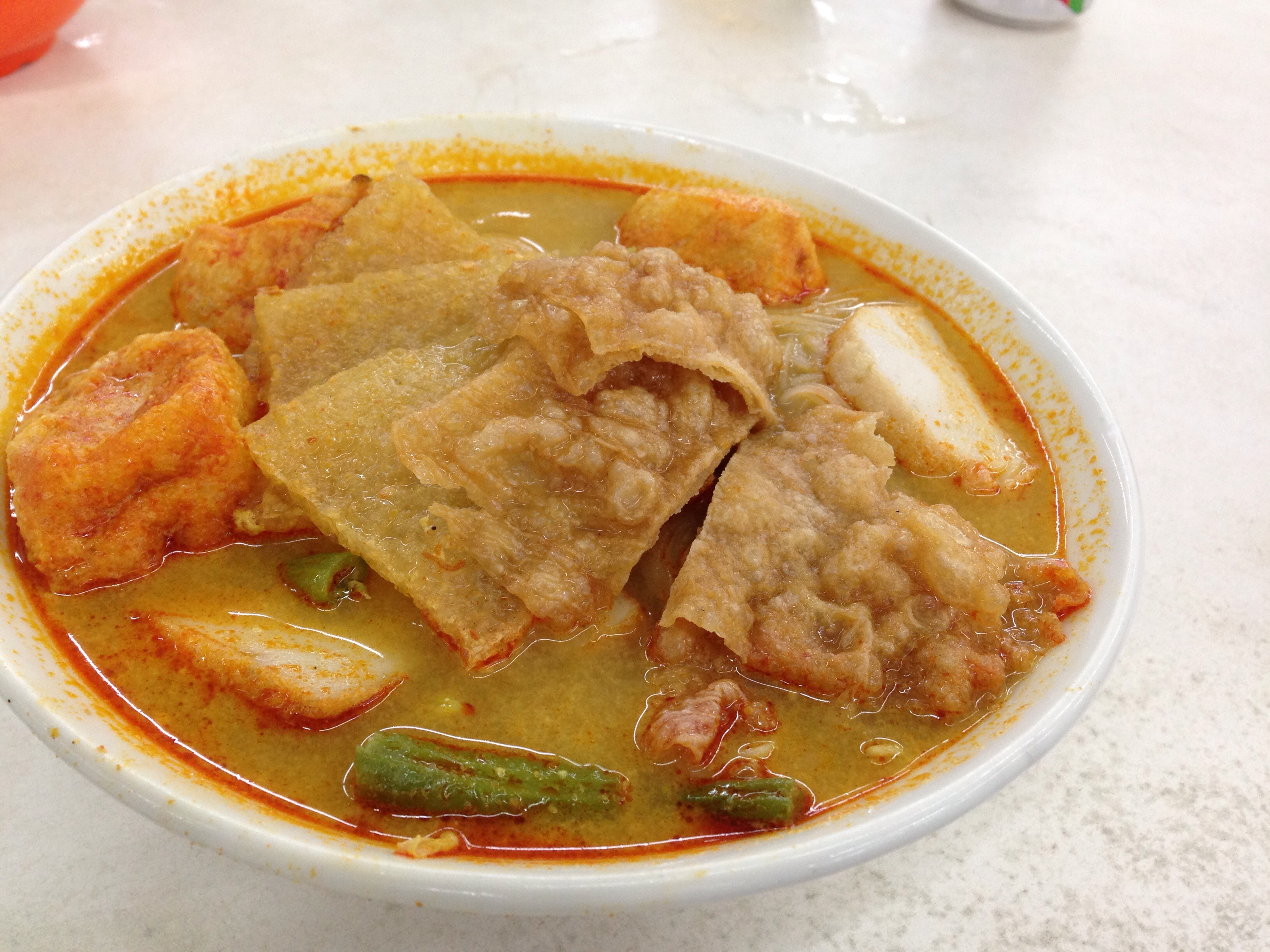
吉隆坡販售的咖哩叻沙

### 娘惹叻沙（Nyonya Laksa）
為咖哩叻沙的主要形式，這種叻沙在馬來西亞和新加坡各地都很常見。湯頭加入大量的椰漿，因此又被稱為“椰漿叻沙（Laksa Lemak）”。椰漿是傳統馬來飲食中常見的調味料，多用以增加食物的香味及濃稠度，這種做法也被峇峇娘惹族群所採用，其調味也受到泰式飲食的影響。娘惹叻沙味道的特點是擁有濃郁的咖哩和椰子香味，同時帶有淡淡的甜味，辣度在馬來西亞料理中屬於中等。

### 泰國叻沙（Thai Laksa）
流行於馬來社區中，與暹羅叻沙（Siam Laksa）是屬於不同的派別，看起來類似娘惹叻沙但味道略有不同，湯頭除了加入椰漿外，也加入魚露等魚類的醃製品，麵條則使用瀨粉為主。

### 加東叻沙（Katong Laksa）

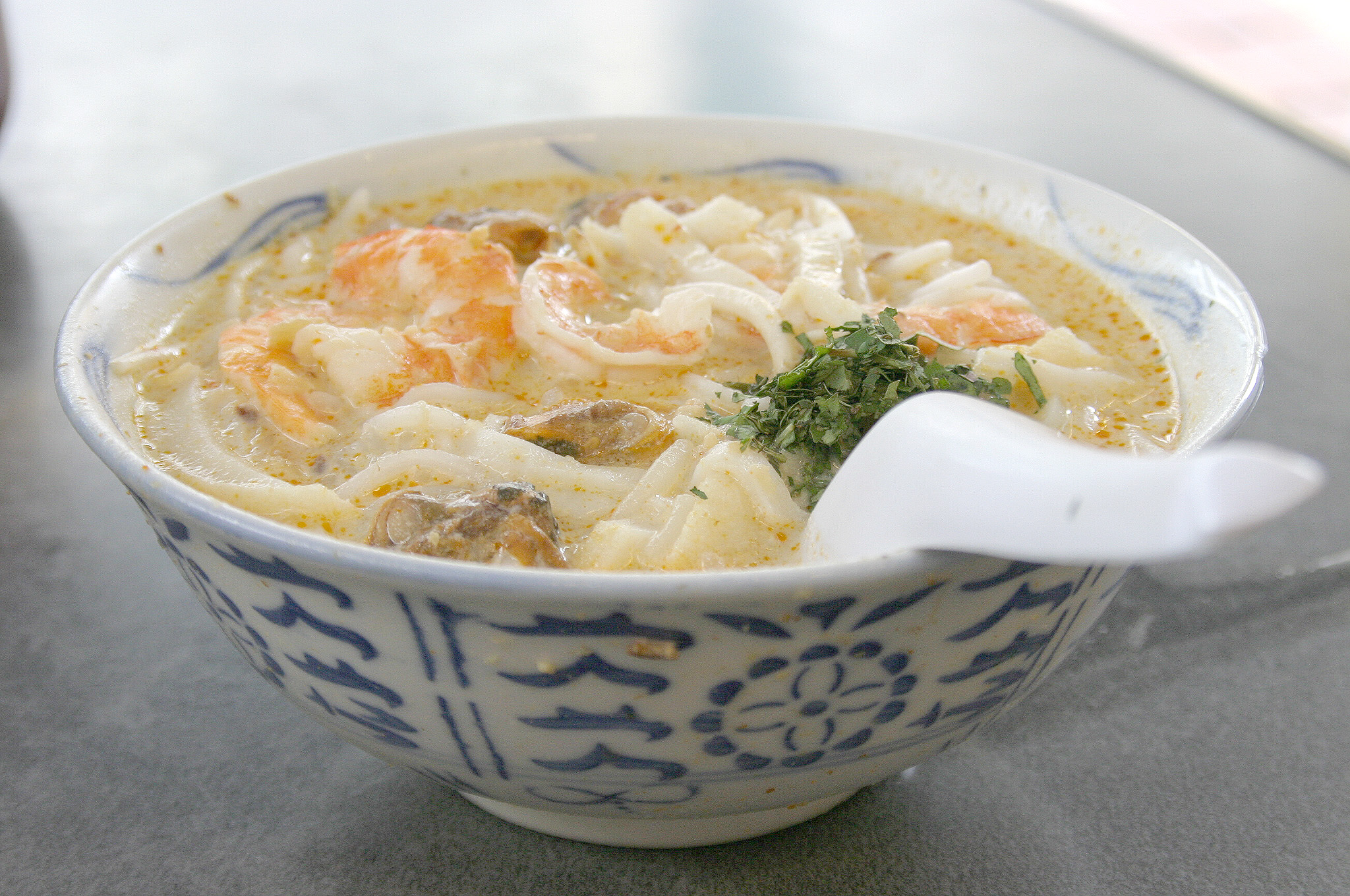
加東叻沙

源自新加坡加東的加東叻沙（Katong Laksa），做法與娘惹叻沙差別不大，最大的區別是麵條的部分使用瀨粉，同時將麵條切成小段，所以吃的時候是以湯匙為主要餐具，不需使用叉子或筷子。

## 快熟面口味
咖哩麵也是馬來西亞和新加坡一帶主要的快熟面口味，在市場內可看到不同品牌所推出的咖哩快熟面。近期隨著大量的馬新移民及商品的運輸，在國外各地都可輕易找到咖哩口味的快熟面。該口味的快熟面也頻頻在國外的快熟面拼比中獲得好成績，在好消息傳回當地後，往往都會引起激烈的快熟面搶購潮。如MyKuali檳城白咖哩面（大馬）、媽咪咖哩叻沙味快熟面（大馬）、百勝廚咖哩拉麵（新加坡）。